# Pilea trichosanthes
Pilea trichosanthes es una especie de planta del género Pilea, perteneciente a la familia Urticaceae.

## Taxonomía
Pilea trichosanthes fue descrita por Hugh Algernon Weddell en 1869.

## Distribución
Se encuentra en el territorio de Bolivia, Colombia y Ecuador.